# Kōhei Doi
Kōhei Doi (土井 康平 Doi Kōhei?, nacido el 24 de diciembre de 1988 en Hyogo) es un futbolista japonés que se desempeña como guardameta.

## Trayectoria

### Clubes
| Club           | País  | Año         |
| -------------- | ----- | ----------- |
| Vissel Kobe    | Japón | 2007 - 2009 |
| Mito HollyHock | Japón | 2009        |
| FC Imabari     | Japón | 2010 - 2011 |
| Grulla Morioka | Japón | 2012 -      |
| Kyoto Sanga FC | Japón | 2015        |

## Estadística de carrera

### J. League
| Club           | Año   | J. League | J. League | Copa J. League | Copa J. League | Total | Total |
| Club           | Año   | Part.     | Goles     | Part.          | Goles          | Part. | Goles |
| -------------- | ----- | --------- | --------- | -------------- | -------------- | ----- | ----- |
| Vissel Kobe    | 2007  | 0         | 0         | 0              | 0              | 0     | 0     |
| Vissel Kobe    | 2008  | 0         | 0         | 0              | 0              | 0     | 0     |
| Mito HollyHock | 2009  | 0         | 0         | -              | -              | 0     | 0     |
| Vissel Kobe    | 2009  | 0         | 0         | 0              | 0              | 0     | 0     |
| Grulla Morioka | 2014  | 25        | 1         | -              | -              | 25    | 1     |
| Grulla Morioka | 2015  | 1         | 0         | -              | -              | 1     | 0     |
| Kyoto Sanga FC | 2015  | 0         | 0         | -              | -              | 0     | 0     |
| Grulla Morioka | 2016  | 30        | 0         | -              | -              | 30    | 0     |
| Grulla Morioka | 2017  | 30        | 0         | -              | -              | 30    | 0     |
| Total          | Total | 86        | 1         | 0              | 0              | 86    | 1     |